# International Finance Center Seoul
El International Finance Center Seoul (서울국제금융센터), conocido habitualmente como IFC Seoul (아이 에프 시 서울), es un complejo de uso mixto situado en Seúl, Corea del Sur. Se encuentra en Yeouido-dong, Yeongdeungpo-gu. El proyecto del IFC fue uno de los primeros proyectos a gran escala de Corea del Sur, impulsado por un consorcio internacional. Fue presentado oficialmente en 2005, y forma parte del plan del Gobierno Metropolitano de Seúl para modernizar la zona de Yeouido y transformarla en un centro financiero regional.
El proyecto, que tiene un total de 500 000 m², se compone de tres torres de oficinas, el hotel Conrad Seoul y el centro comercial IFC Mall Seoul, y fue diseñado por Arquitectonica. Completado en 2012, es el segundo edificio más alto de Seúl y el décimo más alto de Corea del Sur.

## Instalaciones
- Torres de oficinas. Inauguradas en 2011, son tres: One IFC Office Tower, de 32 plantas; Two IFC Office Tower, de 29 plantas; y Three IFC Office Tower, la más alta de las tres con 55 plantas y 284 metros.[3][4]
- IFC Mall Seoul, inaugurado el 30 de agosto de 2012.[5][6]
- Conrad Seoul Hotel, inaugurado el 12 de noviembre de 2012.[7][8]

## Conrad Seoul Hotel
El Conrad Seoul Hotel es un hotel de lujo de cinco estrellas situado en una de las cuatro torres del complejo. Forma parte de la cadena Conrad Hotels & Resorts, una marca de lujo de Hilton Worldwide, y fue el primer hotel Conrad de Corea del Sur.
En el vestíbulo hay una escalera espiral de 36.5 metros de altura, que lo conecta con la quinta planta. El hotel tiene 434 habitaciones y suites distribuidas en treinta y ocho plantas. Las habitaciones estándar son de 48 m² y el ático tiene 288 m². Entre las instalaciones del hotel se encuentran salones de baile y salas de reuniones, así como Pulse8, un gimnasio abierto las veinticuatro horas del día durante todo el año.

## Transporte
El complejo está servido por la estación de Yeouido, en las líneas 5 y 9 del Metro de Seúl.